# Ella Harris
Ella Harris (Cashmere Hills (Christchurch), 18 juli 1998) is een Nieuw-Zeelands voormalig wielrenster. Vanaf 2023 reed ze voor twee seizoenen bij Lifeplus Wahoo, na vier jaar bij Canyon-SRAM te hebben gereden.

## Palmares
2019
Jongerenklassement Ronde van Burgos
2020
2e etappe Herald Sun Tour
Bergklassement Herald Sun Tour
 Nieuw-Zeelands kampioenschap tijdrijden, Beloften

## Ploegen
- 2019 –  Canyon-SRAM
- 2020 –  Canyon-SRAM
- 2021 –  Canyon-SRAM
- 2022 –  Canyon-SRAM
- 2023 –  Lifeplus Wahoo
- 2024 –  Lifeplus Wahoo

Amialiusik · A. Barnes · H. Barnes · Cecchini · Cromwell · Erath · Ferrand-Prévot · Gafinovitz · Harris · Klein · Ludwig · Niewiadoma · Riffel · Ryan · Shapira · Thorvilson
Amialiusik · A. Barnes · H. Barnes · Cecchini · Cromwell · Erath · Ferrand-Prévot · Gafinovitz · Harris · Klein · Ludwig · Niewiadoma · Pratt · Riffel · Ryan · Shapira · Thorvilson
Amialiusik · A. Barnes · H. Barnes · Bradbury · Chabbey · Cromwell · Dygert · Harris · Harvey · Klein · Ludwig · Niewiadoma · Ryan · Shapira
Amialiusik · Barnes · Bossuyt · Bradbury · Chabbey · Cromwell · Dygert · Harris · Harvey · Klein · Niewiadoma · Oudeman · Paladin · Rooijakkers · Roy
Grinczer (vanaf 1/7) · Harris · King · Laurance · Leech · Novolodskaya (tot 1/7) · Richardson · Rysz · Söderqvist · Tacey · Vigié · Van der Wolf · Wyllie
Burlová (tot 20/9) · Franz · González · Harris · Jamieson · King · Leech · Richardson · Rysz · Söderqvist · Van der Wolf